# Moses Sawasawa
Moses Sawasawa est un Photojournaliste congolais, né en septembre 1997 à Goma en République démocratique du Congo. Il met en lumière les conflits des groupes armés et documente l'évolution socioculturelle à l’Est de la République démocratique du Congo. Sawasawa collabore avec l’agence de presse The Associated Press et travail avec les ONGs internationales tels que : MSF, ACF, Épicentre, Caritas, CRS.

## Biographie
Moses Sawasawa, né en septembre 1997 et élevé à Goma, il est reconnu pour sa couverture des questions humanitaires et sociales dans la région des Grands Lacs. Une ville marquée par des conflits prolongés, il a transformé ces défis en inspiration pour capturer la résilience des communautés locales à travers son objectif,,,.

### Jeunesse, formations et débuts
En 2006, Moses Sawasawa a obtenu son certificat d’études primaires à l'École Primaire d'Application de l'Institut de Goma (EPAIGO).
En 2019, il a ensuite poursuivi son parcours académique et obtenu une licence en communication à la faculté de journalisme de l'Université du Cepromad vers la fin de 2023.
Sawasawa commence sa carrière en 2015, à seulement 18 ans. Il est influencé par son environnement marqué par les conflits armés et les crises humanitaires, mais choisit de raconter des histoires centrées sur la vie quotidienne et l'humanité des personnes qu'il photographie. Dès 2021, il collabore avec The Associated Press, où il développe une expertise en photographie documentaire,.

### Carrière
Moses Sawasawa est reconnu pour sa collaboration avec des médias internationaux, notamment The Associated Press depuis 2021. Il s'efforce de capturer des histoires humaines profondes, mettant en avant les femmes, les enfants et d'autres groupes vulnérables. Il est également le cofondateur du Collectif Goma Oeil, une initiative visant à promouvoir une image positive et nuancée du Congo. Parmi ses travaux marquants, il a documenté des crises telles que l'éruption du volcan Nyiragongo en 2021 et l'épidémie de mpox dans la région de Kamituga en 2024,,,,.
Ses photographies ont été présentées dans divers projets, notamment "Congo in Conversation", un livre de photographie publié en 2020. Son style, alliant réalisme et esthétique, met en lumière les défis humanitaires tout en trouvant une beauté dans les moments du quotidien,.

## Engagement social et artistique
Moses Sawasawa utilise sa plateforme pour sensibiliser aux questions sociales et humanitaires dans son pays, tout en mettant l'accent sur la résilience des communautés locales. Il a reçu des éloges pour sa capacité à transformer des scènes difficiles en œuvres visuelles porteuses de messages puissants,,.

### Œuvres majeures et expositions
Son travail couvre des événements marquants, notamment :
- L'éruption du volcan Nyiragongo en 2021, où il documente l'impact sur les habitants de Goma[17],[18],[19],[20].
- L'épidémie de mpox en 2024, mettant en lumière les aspects humains de cette crise sanitaire[21],[22],[23],[24],[25],[26],[27].
- Les problématiques minières à Kamituga, où il explore les effets de l'exploitation de l'or sur les communautés locales[28],[29],[30].
- Lors du festival Visa pour l’Image à Perpignan en 2020 ou 2021, une référence mondiale pour le photojournalisme.
- Au Prix Bayeux-Calvados des correspondants de guerre, où il a exposé des séries axées sur les conflits et leurs impacts humains[31].

Ses expositions renforcent son rôle comme voix visuelle de l'est du Congo, contribuant à sensibiliser le public mondial à des réalités souvent négligées.
Ses photographies figurent dans plusieurs projets internationaux, notamment "Congo in Conversation", une initiative de la Fondation Carmignac qui donne une voix aux photographes locaux pour raconter leur pays,.

### Style et philosophie
Moses Sawasawa est connu pour son approche intime et empathique de la photographie. Il privilégie des scènes qui racontent des histoires humaines profondes, notamment celles des femmes et des enfants, omniprésents dans ses œuvres. Son utilisation de la lumière, des couleurs et des compositions est pensée pour transmettre un équilibre entre beauté et réalité brutale,,. Il a déclaré :
« Même dans les mauvaises nouvelles, nous, photographes, devons trouver quelque chose de beau dans une histoire malheureuse. »
— Moses Sawasawa

### Initiatives collectives
En tant que cofondateur du Collectif Goma Oeil, il œuvre pour changer les perceptions du Congo, souvent limitées aux récits de guerre et de pauvreté, en mettant en avant des images positives et des histoires inspirantes.

### Reconnaissance et impact
Le travail de Sawasawa a été exposé internationalement et salué pour sa capacité à sensibiliser le public sur des questions complexes tout en célébrant la résilience humaine. Il s’engage activement à former et inspirer de jeunes photographes au Congo, partageant son expertise pour renforcer la représentation locale dans le photojournalisme.

## Récompenses
- 2e position au classement de l'édition 2020 du prix Carmignac[39].